# Campionat d'escacs de Txèquia
El Campionat d'escacs de Txèquia és el torneig d'escacs que serveix per determinar el millor jugador txec.

## Història
Els primers campionats nacionals txecs es varen celebrar amb anterioritat a la fundació de l'estat independent de Txecoslovàquia, sota el nom de campionats de Bohèmia (dins l'Imperi Austrohongarès), amb periodicitat bianual entre 1905 i 1913. Després de la II Guerra Mundial la seqüència de campionats fou continuada pels Campionats de Txecoslovàquia.
1905 - 1913 – Campionats de Bohèmia
1940 - 1944 – Campionats de Bohèmia i Moràvia
1993 – fins a l'actualitat – Campionats de la República Txeca
Per als campionats txecoslovacs, vegeu Campionat d'escacs de Txecoslovàquia.

## Quadre d'honor

### Campionats de Bohèmia
| Any  | Ciutat         | Guanyador         |
| ---- | -------------- | ----------------- |
| 1905 | Praga          | Oldřich Duras     |
| 1907 | Brno           | František Treybal |
| 1909 | Praga          | Oldřich Duras     |
| 1911 | Plzeň          | Oldřich Duras     |
| 1913 | Mladá Boleslav | Karel Hromádka    |

### Campionats de Bohèmia i Moràvia
(durant els anys de la II Guerra Mundial)
| Any  | Ciutat   | Guanyador       |
| ---- | -------- | --------------- |
| 1940 | Rakovník | Jan Foltys      |
| 1943 | Praga    | František Zíta  |
| 1944 | Brno     | Karel Opočenský |

### Campionats de la República Txeca
| Any     | Ciutat                   | Guanyador         |
| ------- | ------------------------ | ----------------- |
| 1993    | Luhačovice               | Vlastimil Babula  |
| 1994    | Ústí nad Labem           | Zbyněk Hráček     |
| 1995    | Olomouc                  | Karel Mokrý       |
| 1996    | Turnov                   | Petr Hába         |
| 1997    | Zlín                     | Pavel Blatný      |
| 1998    | Zlín                     | Sergei Movsesian  |
| 1999    | Lázně Bohdaneč           | Marek Vokáč       |
| 2000    | Opava                    | Pavel Blatný      |
| 2001    | Kunžak                   | Eduard Meduna     |
| 2002    | Ostrava                  | Petr Hába         |
| 2003    | Luhačovice               | Miloš Jirovský    |
| 2004    | Karlovy Vary             | David Navara      |
| 2005    | Karlovy Vary             | David Navara      |
| 2006    | Brno                     | Viktor Láznička   |
| 2007    | Praga                    | Tomáš Polák       |
| 2008    | Havlíčkův Brod           | Vlastimil Babula  |
| 2009    | Děčín                    | Pavel Šimáček     |
| 2010    | Ostrava                  | David Navara      |
| 2011    | Pardubice                | Jiří Štoček       |
| 2012    | Kouty nad Desnou         | David Navara      |
| 2013[1] | Ledec nad Sazavou        | David Navara      |
| 2014    | Ostrava                  | David Navara      |
| 2015[2] | Havlíčkův Brod           | David Navara      |
| 2016[3] | Ostrava                  | Vojtech Plat      |
| 2017    | Ostrava                  | David Navara      |
| 2018    | Ostrava                  | Svatopluk Svoboda |
| 2019    | Ostrava                  | David Navara      |
| 2020    | Praga                    | David Navara      |
| 2021    | Zlin                     | Vojtech Plát      |
| 2022    | Ústi nad labem           | David Navara      |
| 2023    | Bystrice nad Pernstejnem | David Navara      |
| 2024    | Ostrava                  | David Navara      |

## Diversos cops guanyadors
Només Oldřich Duras va aconseguir guanyar el campionat txec tres cops (entre 1905 i 1911). Petr Hába, Pavel Blatný i Vlastimil Babula l'han guanyat dos cops.
La Federació Txeca d'Escacs i els mitjans txecs computen tots els campionats (txecs en sentit estricte, i txecoslovacs en sentit estricte) conjuntament, de manera que l'historial de guanyadors conjunt seria:
- 13 títols: David Navara (2004-2024)
- 7 títols: Luděk Pachman (1946-1966)
- 6 títols: Vlastimil Hort (1969-1977)
- 5 títols: Lubomír Ftáčník (1981-1989)
- 3 títols: Oldřich Duras (1905-1911), Miroslav Filip (1950-1954), Vlastimil Jansa (1964-1984), Karel Opočenský (1927-1938), Jan Smejkal (1973-1986)

## Campionats femenins
| Any     | Lloc                    | Guanyadora          |
| ------- | ----------------------- | ------------------- |
| 1992    | Chrudim                 | Hana Kubikova       |
| 1993    | Czechia                 | Martina Folkova     |
| 1994    | Nymburk                 | Lenka Ptacnikova    |
| 1994    | Chrudim                 | Hana Kubikova       |
| 1995    | Olomouc                 | Silvie Saljova      |
| 1996    | Usti nad Labem          | Lenka Ptacnikova    |
| 1997    | Ostrava                 | Gabriela Hitzgerova |
| 1998    | Klatovy                 | Gabriela Hitzgerova |
| 1999    | Klatovy                 | Silvie Saljova      |
| 2000    | Ricany                  | Olga Sikorová       |
| 2001    | Trinec                  | Olga Sikorova       |
| 2002    | Frymburk                | Olga Sikorova       |
| 2003    | Luhacovice              | Katerina Cedikova   |
| 2004    | Karlovy Vary            | Olga Sikorova       |
| 2005    | Karlovy Vary            | Alena Kubiková      |
| 2006    | Havlickuv Brod          | Eva Kulovana        |
| 2008    | Havlickuv Brod          | Katerina Nemcova    |
| 2009    | Decín                   | Katerina Cediková   |
| 2010    | Ostrava                 | Katerina Nemcová    |
| 2011    | Pardubire               | Karolima Olsarová   |
| 2012    | Kouty nad Desnou        | Tereza Olsarova     |
| 2013    | Ledec nad Sazavou       | Martina Marečková   |
| 2014[4] | Ostrava                 | Olga Sikorova       |
| 2015[2] | Havlíčkův Brod          | Tereza Olsarova     |
| 2016    | Ostrava                 | Joanna Worek        |
| 2017    | Ostrava                 | Krystina Havliková  |
| 2018    | Ceske Budejovice        | Olga Sikorová       |
| 2019    | Praga                   | Karolina Olsarová   |
| 2020    | Frydek Mistek           | Kristyna Petrová    |
| 2021    | Frydek Mistek           | Karolina Pisová     |
| 2022    | Jaromerice nad Rokytnov | Natasa Richterová   |
| 2023    | Svetia nad Sazavov      | Julia Movsesian     |
| 2024    | Ostrava                 | Olga Sikorová       |

## Campionat d'escacs per correspondencia de República Txeca
7. Milos Kratochvil (1992-1994) 
8. Libor Beroun - Stanislav Kudela (1993-1994)
10.Vaclav Lexa (1995-1996)
11. Stefan Jandek (2001-2003)
12. Ladislav Pravec (2003-2005) 
13. Antonin Kadlek (2001-2003)
14. Ludvik Pospisil (1999-2003)
15. David Vrkoc (2001-2003)
16. Kamil Stalmach (2004-2006),
17. Jiri Soudny (2005-2007),
18. Vaclav Prepiora (2006-2007),
19. Petr Mateka (2007-2009),
20. Petr Laurenc (2008-2009) ,
21. Jiri Bucek (2009-2010),
22. Josef Hladecek (2010-2011) ,
23. Vladislav Hybl (2011-2012) ,
24. Vratislav Novak (2012-2013) ,
25. Stanislav Kudela (2013-2014) ,
26. Václav Contos (2014-2015) ,
27. Frantisek Nepustil (2015-2016),
28. Jindrich Binas (2016-2017) 
29. Jana Valinová (2017-2018) ,
30. Milos Prchly (2018-2019) ,
31. Pavel Postupa (2019-2020) ,
32. Jaroslav Alexa - Jindrich Binas (2020-2021) ,
33. Josef Sykora, Jiri Hostinsky, Pavel Postupa, Josef Kolarik, Radek Dlouhy, Jaroslav Alexa,  Ladislav Pravec, Stefan Frica (2021-2022) 
34. Milos Prchly (2022-2023) 